# Карікаси
Каріка́си (рос. Карикасы, чув. Карикасси) — присілок у Чувашії Російської Федерації, у складі Кукшумського сільського поселення Ядринського району.
Населення — 62 особи (2010; 59 в 2002, 77 в 1979, 212 в 1939, 225 в 1926, 165 в 1897, 120 в 1858).

## Історія
До 1866 року селяни мали статус державних, займались землеробством, тваринництвом. 1931 року утворено колгосп «1-е Серпня». До 1927 року присілок входив до складу Балдаєвської волості Ядринського повіту, з переходом на райони 1927 року — у складі Ядринського району.